# James G. Martin

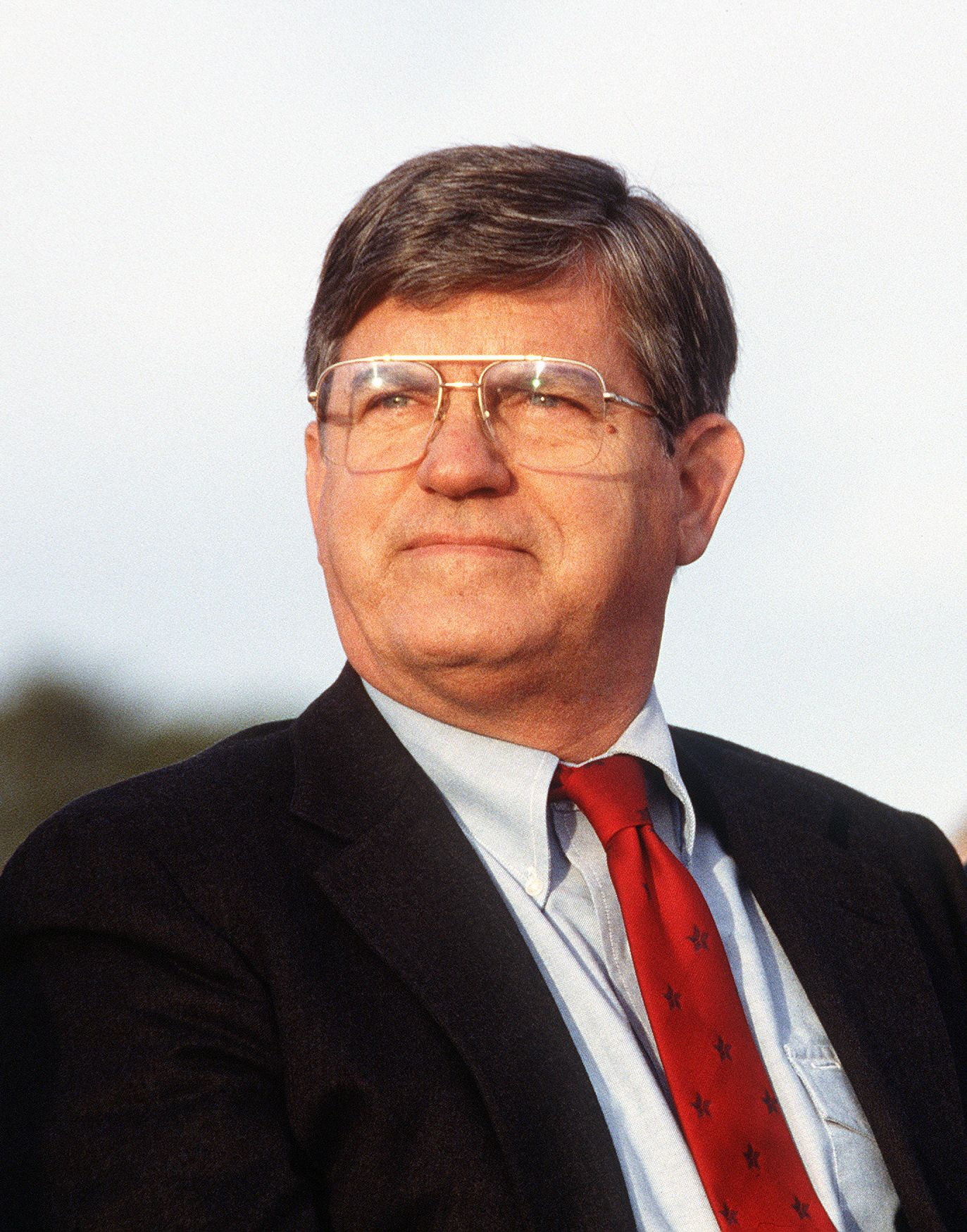
James G. Martin (1988)

James Grubbs Martin (* 11. Dezember 1935 in Savannah, Georgia) ist ein US-amerikanischer Politiker (Republikanische Partei). Er war der 70. Gouverneur des Bundesstaates North Carolina.

## Frühe Jahre und politischer Aufstieg
James Martin wurde in Georgia geboren und wuchs in South Carolina auf. Er besuchte bis 1957 das Davidson College und studierte anschließend Chemie an der Princeton University. Zwischen 1960 und 1972 unterrichtete er zeitweise Chemie am Davidson College.
Seine politische Laufbahn begann 1966, als er Landrat (County Commissioner) im Mecklenburg County wurde. Dieses Amt behielt er, parallel zu seiner Lehrtätigkeit, bis 1972. Er gründete auch eine neue Kommission, bestehend aus Vertretern von neun Bezirken, die gemeinsame Anliegen diskutierten und beschlossen. Im Jahr 1973 wurde James Martin in das Repräsentantenhaus der Vereinigten Staaten gewählt, wo er bis 1984 in verschiedenen Ausschüssen vertreten war. Im Jahr 1984 wurde er von seiner Partei als Kandidat für die Gouverneurswahlen nominiert. Mit 54,3 Prozent der Stimmen setzte er sich gegen Rufus L. Edmisten, den demokratischen Attorney General des Staates, durch.

## Gouverneur von North Carolina
Nach der gewonnenen Wahl trat er sein neues Amt am 1. Januar 1985 an und behielt es, dank der erfolgreichen Wiederwahl im Jahr 1988, bis zum 1. Januar 1993. In dieser Zeit setzte er die erfolgreiche Schulpolitik seines Vorgängers und Nachfolgers Jim Hunt fort. Das Straßennetz wurde weiter ausgebaut und verbessert, außerdem förderte er den Handel des Staates. Als Eisenbahnenthusiast unterstützte er die Bemühungen, Reisezügen in North Carolina wieder eine größere Bedeutung zukommen zu lassen.
Nach dem Ende seiner Amtszeit zog er sich aus der Politik zurück. Er wurde Aufsichtsratsvorsitzender des James-Cannon-Forschungszentrums am Carolinas Medical Center in Charlotte.